# Пінту Барруш
Пінту Барруш (порт. Pinto Barros, нар. 4 травня 1973) — мозамбіцький футболіст, який грав на позиції захисника. Відомий за виступами в мозамбіцькому клубі «Ферроваріу ді Мапуту» та південноафриканському клубі «АмаЗулу», та у складі національної збірної Мозамбіку.

## Клубна кар'єра
Пінту Барруш розпочав виступи у професійному футболі у складі команди «Ферроваріу ді Мапуту», у складі якої двічі поспіль ставав чемпіоном Мозамбіку. У 1998 році став гравцем південноафриканської команди «АмаЗулу», пізніше повернувся до складу «Ферроваріу ді Мапуту», у складі якої завершив виступи на футбольних полях у 2003 році. У 2020 році Пінту Барруш увійшов до тренерського штабу своєї рідної команди.

## Виступи за збірну
У 1994 році Пінту Барруш дебютував у складі національної збірної Мозамбіку. У складі збірної грав до 1999 року, брав у її складі участь у розіграші Кубка африканських націй 1996 і 1998 років. Загалом у складі збірної зіграв 44 матчі, в яких відзначився 2 забитими м'ячами.